# 神保長治
神保 長治（じんぼう ながはる）は、江戸時代の旗本。

## 生涯
旗本荻原友村の六男で、旗本神保長賢の養女を娶り、養子になる。延宝4年（1676年）、将軍徳川家綱にはじめて御目見する。延宝6年（1678年）に書院番となり、延宝8年（1680年）に蔵米300俵を支給される。元禄元年（1688年）に桐間番にうつり、すぐに小納戸に昇進する。元禄2年（1689年）に日光山の検分を命じられる。元禄5年（1692年）に新恩300俵を賜り、元禄7年（1694年）にまた300俵を加増される。元禄10年（1697年）、蔵米を領地に代えられ武蔵国多摩郡内において900石を賜る。正徳2年（1712年）に佐渡奉行となる。
正徳5年（1715年）10月8日佐渡奉行在任中に江戸で病没、享年75。法名は覺往。家督は長男の長澄が相続した。

## 人物・逸話
- 長治の家系は神保相茂の系統（紀伊神保氏）や神保氏張の系統とは別系統である。『寛政重修諸家譜』によれば、系譜は 山城守─弾正忠─周防守八郎─対馬守八郎─政長─長利─重利─長賢 と続く。さらに呈譜（神保家が幕府に提出した系図）では周防守八郎と対馬守八郎の間に惣右衛門長誠がいて、これが神保長誠であり、その子の対馬守八郎が長重であるとしているものの、長誠が応仁年中の人であることなどを理由にこの家説を「とらず」としている。
- 系図上は甲賀流忍術の中心となった「甲賀二十一家」の流れを汲む。
- 長治が神田小川町に屋敷を構えたことから、そこを通っていた小路が「神保小路」と呼ばれるようになり、明治に入って辺り一帯が神保町と名付けられることになった。